# Erik Ezukanma
Erik Ezukanma (Fort Worth, Texas, 25 de enero de 2000) es un jugador profesional estadounidense de fútbol americano, se desempeña en la posición de Wide receiver en Miami Dolphins, en la National Football League (NFL).

## Carrera
Fue seleccionado en la cuarta ronda en la Reunión Anual de Selección de Jugadores de la NFL de 2022. Hizo su debut profesional con el equipo Miami Dolphins, donde lleva jugando dos temporadas.